# Bristol M.1
El Bristol M.1 Monoplane Scout fue un caza monoplano británico de la Primera Guerra Mundial, que operó el Reino Unido y también Chile.

## Diseño y Desarrollo
El prototipo M.1 (Type 10) fue diseñado por Frank Barnwell en 1916 y construido con financiación privada por la Bristol Aeroplane Company.
El diseño de F. Barnwell, que quedó terminado a mediados de 1916, se desarrolló en torno a un motor rotativo en una instalación casi cerrada con una gran ojiva de hélice semiesférica. Esta instalación del motor Clerget de 110 hp se probó en el segundo Scout D de serie. Realizada la verificación práctica, el diseñador desarrolló un fuselaje aerodinámico sobre la base de una simple caja tubular arriostrada mediante cables, construida con largueros de madera y formadores para obtener una sección circular. La cabina estaba colocada debajo de una cúpula formada por dos arcos de tubos de acero, a fin de dar protección al piloto en el caso de que el avión capotara, y también para fijar los cables del arriostramiento superior del ala monoplano; los cables inferiores estaban sujetos a los largueros correspondientes.
Este prototipo realizó su primer vuelo, pilotado por F.M. Raynham y denominado M.1A, el 14 de julio de 1916. Más tarde, ese mismo mes, el M.1A Monoplane Scout pasó las pruebas en la Escuela Central de Vuelo en Upavon, donde registró una velocidad de 206 km/h a 1645 m, y trepó a 3050 m en 8 minutos y 30 segundos.
El 9 de octubre de 1916, la Oficina de Guerra firmaba un contrato para la compra del M.1A y la fabricación de otros cuatro aviones para evaluación. El último de ellos, designado como M.1B (Type 11), incorporaba una buena cantidad de modificaciones menores, que incluían una cabaña revisada formada por cuatro montantes rectos en disposición de pirámide, una ametralladora Vickers de 7,7 mm montada en la raíz alar de babor, y un corte en la raíz del ala de estribor a fin de proporcionar una limitada visión hacia abajo desde la cabina.
A pesar de su excelente desempeño (el avión poseía una velocidad máxima de 48-80 km/h más rápida que cualquiera de sus competidores contemporáneos, como por ejemplo el monoplano Fokker E alemán), fue rechazado por el Ministerio del Aire para servir en el Frente Occidental, debido ostensiblemente a que su velocidad de aterrizaje (79 km/h) era considerada muy alta para los pequeños campos aéreos franceses, pero más probablemente debido a la extendida creencia de que un monoplano era inherentemente "inseguro" en combate. 
Sin embargo, una orden de producción de 125 aeronaves fue despachada un 3 de agosto de 1917. Designada como M.1C, esta versión fue acondicionada con un motor rotativo Le Rhône 9J y tenía una ametralladora Vickers montada en el centro, al frente de la posición del piloto.
Un único M.1, registrado como G-EAVP, fue reconstruido como banco de pruebas de alta velocidad para el motor radial Bristol Lucifer de tres cilindros. Esta aeronave fue designada como M.1D (Type 77) y fue la ganadora en 1922 de las carreras Croydon Handicap y Aerial Derby Handicap.

## Historia Operacional
Treinta y tres M.1C sirvieron en Oriente Medio y en los Balcanes entre 1917-18, mientras que el resto fue utilizado por las unidades de entrenamiento acantonadas en el Reino Unido, donde se hicieron populares como vehículos personales de los oficiales de mayor rango.
Seis ejemplares fueron enviados en 1917 a Chile, en parte como pago por dos buques de guerra que estaban siendo construidos para Chile en Gran Bretaña, pero que fueron incautados al comienzo de las hostilidades por la Marina Real Británica antes de estar terminados. Uno de estos aviones, matrícula C4988, tripulado por el teniente de ejército Dagoberto Godoy, fue utilizado para volar desde Santiago a Mendoza, Argentina, y volver el 12 de diciembre de 1918, el primer vuelo a través de la parte más alta de los Andes, aunque la aeronave resultó dañada, siendo trasladada de vuelta a Chile en ferrocarril.
Al año siguiente (5 de abril de 1919), el teniente de ejército Armando Cortínez Mujica, repitió el cruce, terminando en un aterrizaje exitoso en Mendoza. Sin embargo, este hecho fue realizado sin conocimiento de sus superiores, quienes le conminaron a volver volando a Santiago, so pena de ser dado de baja de la institución. Luego de varios días de espera, el 16 de ese mes pudo despegar y, tras volar entre las cumbres andinas, aterrizó en la cancha de Lo Espejo (actual Base Aérea El Bosque) en el M.1C matriculado C4987.
Otros seis ejemplares fueron convertidos después de la guerra para uso civil y uno, comprado a la Aircraft Disposal Boards en julio de 1919 por el capitán Harry Butler, fue llevado a su país, Australia, donde sobrevive aún. Allí ganó el Derby Aéreo de Australia en septiembre de 1920 y, después de que se le instalara un motor de Havilland Gipsy II de 120 hp, triunfó también en el Derby Aéreo de Adelaida de 1931 y 1932. Actualmente se conserva en Minalton, cerca de Adelaida.

## Variantes
M.1A (Type 10)
Prototipo único con un motor rotatorio Clerget 9Z de 82 kW (110 hp).
M.1B (Type 11)
Cuatro ejemplares para evaluación. Los dos primeros con motor Clerget 9Z de 110 hp, el tercero con un Clerget 9B de 130 hp y el cuarto con un Admiralty Rotary A.R.1 de 150 hp.
M.1C (Type 20)
De este tipo estándar se encargaron 125 ejemplares de serie, dotados de un motor Le Rhône 9Ja de 110 hp; se situó la ametralladora Vickers en la línea central del fuselaje, frente al piloto.
M.1D (Type 77)
Uno de los cuatro prototipos M.1C, después de su reconstrucción en 1922 con un motor Bristol Lucifer de 100 hp.

## Operadores
Chile
- Aviación del Ejército de Chile

 Reino Unido
- Real Cuerpo Aéreo/Real Fuerza Aérea

## Especificaciones (M.1C)
Referencia datos: Barnes

### Características generales
- Tripulación: Uno (piloto)
- Longitud: 6,2 m (20,5 ft)
- Envergadura: 9,4 m (30,7 ft)
- Altura: 2,4 m (7,8 ft)
- Superficie alar: 13,6 m² (146,4 ft²)
- Peso vacío: 409 kg (901,4 lb)
- Peso cargado: 611 kg (1346,6 lb)
- Planta motriz: 1× motor rotativo de 9 cilindros refrigerado por aire Le Rhône 9J.
  - Potencia: 82 kW (113 HP; 112 CV)
- Hélices: Bipala de paso fijo

### Rendimiento
- Velocidad máxima operativa (Vno): 209 km/h (130 MPH; 113 kt) a nivel del mar
- Alcance: 364 km (197 nmi; 226 mi) (1 h 45 min)
- Techo de vuelo: 6096 m (20 000 ft)
- Régimen de ascenso: 4,5 m/s (886 ft/min)

### Armamento
- Ametralladoras: 

  - 1x Vickers de 7,7 mm de fuego frontal fija en la parte central del fuselaje

## Aeronaves relacionadas

### Secuencias de designación
- Secuencia Numérica (interna de Bristol): ← 6 - 7 - 8 - 10 - 11 - 12 - 13 - 14 -- 16 - 17 - 18 - 20 - 21 - 22 - 23 -- 73 - 75 - 76 - 77 - 79 - 81 - 83 →